# Antona suapurensis
Antona suapurensis là một loài bướm đêm thuộc phân họ Arctiinae, họ Erebidae.